# Crossandra quadridentata
Crossandra quadridentata är en akantusväxtart som beskrevs av Raymond Benoist. Crossandra quadridentata ingår i släktet Crossandra och familjen akantusväxter. Inga underarter finns listade i Catalogue of Life.